# Les Européens (film, 2006)
Pour plus de détails, voir Fiche technique et Distribution.
Les Européens est un film constitué de cinq courts métrages sur le thème de l'identité européenne, réalisé par Sólveig Anspach, Jasmin Dizdar, Emmanuel Finkiel, Gerard Stembridge, et Saara Saarela.

## Découpage
- Sólveig Anspach : segment Jane by the Sea[1]
- Jasmin Dizdar : segment Mamma Roma
- Emmanuel Finkiel : segment Nulle part, terre promise
- Saara Saarela (fi) : segment Teneriffa
- Gerard Stembridge (en) : segment Songe d'un jour d'été

## Fiche technique
- Titre allemand : Grenzgänger [2]
- Titre finlandais : Tarinoita Euroopasta
- Réalisation : Sólveig Anspach, Jasmin Dizdar, Emmanuel Finkiel, Gerard Stembridge, et Saara Saarela.
- Coproduction : Arte France Cinéma,Bartala Films
- Durée : 100 minutes
- Date de sortie : 
  - Espagne : 28 septembre 2006

## Distribution
- Michael Prelle : Ernst
- Emanuela von Frankenberg : Doris
- Alice Dwyer : Stephanie
- Iván Dengyel : Arpad
- Miklós Bányai : Gabor
- Isabel Schosnig : Hannelore
- Anna Fischer : Ulrike
- Thomas Wendrich : Thomas
- Johannes Kiebranz : archiviste
- Waléra Kanischtscheff